# Бригада Больцано
Бункер «Бригада Больцано» — історичний музей в с. Бурканів, Теребовлянський район, Тернопільська область.

## Історія
Бункер був збудований в 1914-15 роках Австро-угорською імперією, тут розміщувався Бурканівський укріпрайон.
Нині від нього залишився напівзруйнований командний пункт 132-ї піхотної бригади під назвою «Бригада Больцано».
Музей був заснований в 2017 році тернопільським істориком Сергієм Ткачем. За його словами, фортифікаційну споруду свого часу відвідував навіть кайзер Німеччини Вільгельм ІІ.

## Цікаві факти
- Неподалік Бурканова знаходився український поет Роман Купчинський. Саме там він написав кілька віршів, які згодом стали відомими стрілецькими піснями.
- Тут воювало і Жіноче подружжя легіону Українських січових стрільців, яким керувала хорунжа Софія Галечко, перша українська жінка-офіцер.
- У боях у районі Стрипи брав участь Петро Франко, син українського письменника Івана Франка.[2]